# Coccinella difficilis
Coccinella difficilis är en skalbaggsart som beskrevs av George Robert Crotch 1873. Coccinella difficilis ingår i släktet Coccinella och familjen nyckelpigor. Inga underarter finns listade i Catalogue of Life.